# Gấu đen Baluchistan
Gấu đen Baluchistan (Ursus thibetanus gedrosianus), còn được gọi là gấu đen Pakistan là một phân loài của gấu đen châu Á, phân bố chủ yếu ở dãy núi Baluchistan ở miền nam Pakistan và Iran. Nó có bộ lông mỏng bất thường với một giống gấu thuộc nhóm gấu đen châu Á, nhưng điều này có thể giải thích là do loài gấu này được tìm thấy ở nơi có khí hậu ấm hơn so với hầu hết các phân loài khác vốn được tìm thấy ở dãy núi Himalaya lạnh hơn nhiều. Nó cũng đạm bạc hơn các phân loài khác, và nó thích ăn quả sung và chuối.

## Chế độ ăn
Loài này là loài ăn tạp, vì nó ăn trái cây, côn trùng và các loài bò sát nhỏ. Nó cũng được biết đến với việc làm đổ các khúc cây trong khi săn lùng ấu trùng. Mặc dù chúng là loài ăn tạp, chế độ ăn ưa thích của chúng là trái cây, đặc biệt là ô liu và Ber của Ấn Độ.

## Các mối đe dọa lớn
Chúng bị bắt bởi những người dân địa phương, những người cố gắng loài gấu này với vai trò là thú cưng để làm xiếc và mồi săn bắt gấu. Trong việc bắt gấu, móng vuốt và răng nanh của mỗi con gấu được rút đi và chúng bị bỏ lại để chiến đấu với chó. Hành vi này đã được thực hiện bất hợp pháp và bị cấm vào năm 2001 nhưng vẫn xảy ra bất hợp pháp ở một mức độ nào đó.
Mất môi trường sống là mối đe dọa lớn đối với loài này vì khai thác gỗ bất hợp pháp, sự gia tăng dân số của con người dẫn đến việc mở rộng các ngôi làng, phát triển mạng lưới đường cao tốc và lắp đặt các nhà máy điện trong tự nhiên.
Những người chăn gia súc địa phương và du mục đã để gia súc của họ gặm cỏ trong lãnh thổ của gấu và cuối cùng giết chết những con gấu bản địa lấy lý do rằng chúng giết chết gia súc của họ. Săn trộm các bộ phận cơ thể như túi mật để làm thuốc cũng là một mối đe dọa đối với loài này.